# 员岗站
员岗站为广州地铁7号线的一个中途车站，位于中國廣東省廣州市番禺区南大干线员岗中路口与金新大道口之间的地底，2016年12月28日随七号线首期开通而啟用。

## 车站结构

### 车站楼层
本站共有两层，地面为南大干线、员岗中路，广州雅居乐、广东省妇幼保健院番禺院區以及其他建筑，地下一层为站厅，地下二层为7號線站台。
| 地下一层 | 站厅               | 售票機、客服中心、商店、警务室、安检设施 |  |  |
| 地下二层 | 2 站台             | █7号线 美的大道方向（下站：南村万博）    |  |  |
|          | 岛式站台（卫生间） |                                          |  |  |
|          | 1 站台             | █7号线 燕山方向（下站：板桥）            |  |  |

### 站厅

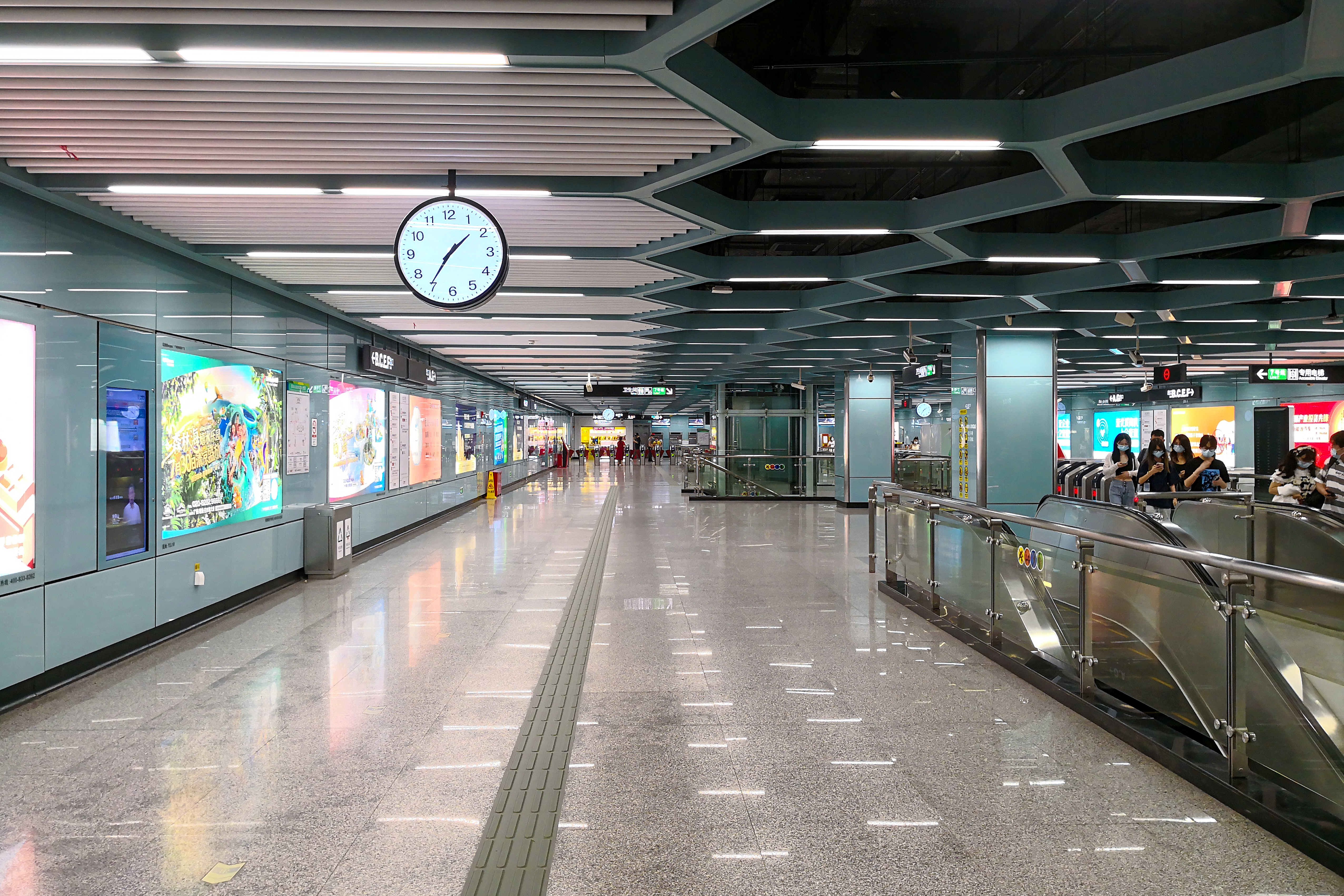
站厅

员岗站站厅设于地下一层，站厅主要设有售票机、云购票机、客服中心等基础设施。为方便行人进出，员岗站站厅南侧被划分为收费区，收费区内设有4条扶手电梯、1组三向楼梯以及1台专用电梯以方便乘客来往月台层。
另外，本站设有少数车站商店，例如便利店、面包糕饼店等；同时也设有少数自助服务设施，例如自动售卖机、自动照相机等。

### 月台
本站设有一个岛式月台，位於南大干线的地底。本站的卫生间设于站台往南村万博方向的一端。
另外，本站東端設有一条存車線。當7號線東段出現故障時，往大學城南站的列車會通過此存車線折返，以本站為臨時總站。

2号月台全景图

### 出入口
員崗站目前設有6個出入口供乘客进出。
|                                           |                                                       |      |          |                                                                      |
| 編號                                      | 设施                                                  | 照片 | 出口指示 | 建議前往的目的地                                                     |
| A                                         | 盲道标志 · 升降机标志 · 无障碍通道标志 · 扶手电梯标志 |      | 南大干线 | 地铁员岗站公交车站（东行）                                           |
| B                                         |                                                       |      | 南大干线 | 地铁员岗站公交车站（东行）                                           |
| C                                         |                                                       |      | 南大干线 |                                                                      |
| E                                         | 扶手电梯标志                                          |      | 南大干线 | 金新大道、广东省妇幼保健院番禺院區、省妇幼保健院（金新大道）公交车站 |
| F                                         | 盲道标志 · 扶手电梯标志                               |      | 南大干线 |                                                                      |
| G                                         | 扶手电梯标志                                          |      | 南大干线 | 地铁员岗站公交车站（西行）                                           |
| 註： 設有 \| 設有 \| 設有 \| 設有扶手電梯 |                                                       |      |          |                                                                      |

## 接驳交通
员岗站周边设有“地铁员岗站”，由原“新基金坑（省妇幼）站”和“员岗（图南）站”合併而成，另外在金新大道上另设有“省妇幼保健院（峻新大道）站”，方便乘客前往番禺区内及南村镇各地。
| \| 编号 \| 编号 \| 线路 \| 线路 \| 线路 \| 收费 \| 备注 \| \| ---- \| ----------------- \| ------------------------ \| ---- \| ------------------------ \| ----- \| ---------- \| \| \| 302A \| 雅居乐（剑桥郡） \| ⇆ \| 广州火车东站 \| 3元 \| \| \| \| 番17 \| 华工国际校区公交总站 \| ⇆ \| 洛溪南浦 \| 2元 \| \| \| \| 番30旅游专线 \| 奥园广场 \| ⇆ \| 余荫山房 \| 2元 \| \| \| \| 番53 \| 广州碧桂园 \| ⇆ \| 化龙车站 \| 2–3元 \| 20–30分/班 \| \| \| 番71 \| 新基村 \| ⇆ \| 余荫山房 \| 2元 \| 30–60分/班 \| \| \| 番75 \| 广州雅居乐北苑公交首末站 \| ⇆ \| 时代广汽动力电池临时总站 \| 2–3元 \| 90分/班 \| \| \| 公交地铁接驳专线8 \| 坑头村 \| ⇆ \| 地铁大石站 \| 2元 \| 20–30分/班 \| |                   |                          |      |                          |       |            |
| 编号 | 编号              | 线路                     | 线路 | 线路                     | 收费  | 备注       |
| | 302A              | 雅居乐（剑桥郡）         | ⇆    | 广州火车东站             | 3元   |            |
| | 番17              | 华工国际校区公交总站     | ⇆    | 洛溪南浦                 | 2元   |            |
| | 番30旅游专线      | 奥园广场                 | ⇆    | 余荫山房                 | 2元   |            |
| | 番53              | 广州碧桂园               | ⇆    | 化龙车站                 | 2–3元 | 20–30分/班 |
| | 番71              | 新基村                   | ⇆    | 余荫山房                 | 2元   | 30–60分/班 |
| | 番75              | 广州雅居乐北苑公交首末站 | ⇆    | 时代广汽动力电池临时总站 | 2–3元 | 90分/班    |
| | 公交地铁接驳专线8 | 坑头村                   | ⇆    | 地铁大石站               | 2元   | 20–30分/班 |

## 利用状况
员岗站周边邻近大型楼盘广州雅居乐，以及附近有员岗、陈边等多个村落，同时附近也会有多个工业区，因此在上、下班時段，员岗站會顯得非常繁忙。同时本站曾是唯一一个设于兴南大道的地铁车站，因此会有大量乘客利用公交车等公共交通工具前往本站以接驳地铁。

## 历史
7號線在興南大道上原設有兩站：官堂站和金坑站，分別位於官堂鎮附近和金新大道路口。為遷就南大干线建設，7號線在興南大道一段需要在道路北側敷設，導致原官堂站沒有足夠空間設置，因而與金坑站合併，移動到現時位置設置新的官堂站。
在2014年7月，广州地铁七号线及九号线站名进行批前公示，官堂站改名為員崗站。2013年11月28日，車站動工。車站於2015年8月上旬封頂，並在2016年12月28日隨7號線一期開通而啟用。
2022年10-11月疫情期间，本站曾受防控措施影响，于11月28日至11月30日下午暂停服务。